# Acanthoderes paravetusta
Acanthoderes paravetusta es una especie de escarabajo del género Acanthoderes, familia Cerambycidae. Fue descrita científicamente por Chemsak & Hovore en 2002.
Se distribuye por Costa Rica y Panamá. Posee una longitud corporal de 15,5-19,5 milímetros. El período de vuelo de esta especie ocurre en los meses de enero, febrero, marzo y abril.